# Llena de amor
 (срп. Пуна љубави) мексичка је хумористичка теленовела, продукцијске куће Телевиса, снимана током 2010. и 2011.

## Синопсис
Упркос томе што је скоро читаво детињство живела без родитеља, Маријанела није изгубила племенитост и доброту. Након смрти оца, њена стрина Фреда је смешта у интернат, под изговором да је њена мајка Ева алкохоличарка. Мало по мало, Фреда почиње да се стара о Евиним добрима.
Маријанела је срећна када јој Ева каже да ће живети са њом након што заврши школу, али истог дана Ева гине у несрећи и Маријанела одлази да живи са стрином Фредом, стрицем Емилијаном и рођацима Емануелом, Кристел, Гретел и Акселом. Тамо постаје жртва исмевања и ругања, а једини који је подржава је Емануел, у кога се заљубљује.
Емануелова девојка Илитија зна да, иако Маријанела нема савршену линију, поседује невероватну харизму и да Емануел лако може да се загледа у њу. Због тога склапа савез са Кристел како би загорчала живот слаткој дебељуци.
Фреда одлучује да узме све Маријанели и фалсификује документе који наводно доказују да јој је Ева дуговала велику суму новца. Дон Маџимо, Емилијанов стриц не верује у ту причу и почиње да сумња у Фреду и њеног асистента. Нети, Маријанелина тетка жели да поведе нећаку да живи са њом, али Маријанела ипак одлучује да настави да трпи подсмехе, како би била близу Емануела.
Фреда је љубоморна на Нети и шаље свог асистента Бернарда да је убије. Гретел се осећа кривом за смрт Маријанелиног оца, али мало по мало, помоћу својих снова, откриће истину о том догађају. Фреда жели да удаљи ћерку од породице, како не би никоме рекла да је она крива за смрт Луиса Мигела.
Временом, Емануел се заљубљује у Маријанелу, што излуђује Фреду. Због тога она шаље затроване чоколадице дебељуци у Емануелово име. Маријанела их поједе и завршава у болници, и повређена јер мисли да јој је Емануел дао слаткише одлучује да оде у Шпанију да живи са тетком Карлотом. Неколико месеци касније, након Карлотине мистериозне смрти, Маријанела се враћа у Мексико.
Али Маријанела која је отишла у Шпанију није иста ова која се враћа - пуна оптимизма, самоуверена и спремна да врати све оно што су јој одузели.

## Глумачка постава

### Главне улоге
| Глумац          | Улога                                                         |
| --------------- | ------------------------------------------------------------- |
| Аријадне Дијаз  | Мариjанела Руиз де Тереса Павон Викторија де ла Гарса Монтјел |
| Валентино Ланус | Емануел Павон де Тереса Куријел                               |

### Споредне улоге
| Глумац               | Улога                                                                      |
| -------------------- | -------------------------------------------------------------------------- |
| Азела Робинсон       | Федра Куријел де Руиз де Тереса Хуана Фелипе Перез Фернандез               |
| Алтаир Харабо        | Илитија Порта Лопез Риверо                                                 |
| Сесар Евора          | Емилијано Руиз де Тереса                                                   |
| Армандо Араиза       | Брандон Морено Сервантес                                                   |
| Лаура Флорес         | Ернестина Нети Павон Ромеро                                                |
| Марија Елиса Камарго | Кристел Руиз де Тереса Куријел                                             |
| Алексис Ајала        | Лоренсо Порта Лопез                                                        |
| Сесилија Габријела   | Камила Лутка Риверо де Порто Лопез                                         |
| Роберто Баљестерос   | Бернардо Искјердо                                                          |
| Дијего Амозуритија   | Аксел Руиз де Тереса Куријел                                               |
| Роберто Палазуелос   | Маурисио Фонсека Ломбарди                                                  |
| Кристина Масон       | Гретел Руиз де Тереса Куријел Маноло де ла Граса Монтјел Сирена де ла Луна |
| Рикардо Маргалеф     | Оливер Росалес Грасијела Агустина Челатина Лозано                          |
| Лорена Енрикез       | Дороти Дорис Морено Сервантес                                              |
| Маријана Ван Ранкин  | Делисија Флорес де Руиз де Тереса                                          |
| Ивон Леви            | Нереида Перез                                                              |
| Алберто Агнеси       | Андре Силва                                                                |
| Мануела Имаз         | Фабиола Фонсека                                                            |
| Мичел Ренауд         | Лорена Фонсека                                                             |
| Рикардо Франко       | Алфредо                                                                    |
| Лили Хорет           | Каролина                                                                   |
| Арон Ернан           | Максимо Руиз де Тереса                                                     |
| Тина Ромеро          | Паула                                                                      |
| Карлос Кобос         | Бенигно Круз                                                               |
| Марикармен Вела      | Карлота Руиз де Тереса                                                     |
| Ектор Саез           | Агустин Техеда                                                             |